# Korkodon
Korkodon (ros. Коркодон) – rzeka w azjatyckiej części Rosji, w obwodzie magadańskim; prawy dopływ Kołymy. Długość 476 km, powierzchnia dorzecza 42 800 km².
Źródła w Górach Kołymskich, płynie w kierunku północnym a następnie zachodnim, w górnym biegu ma charakter rzeki górskiej, w dolnym biegu płynie szeroką, błotnistą doliną wzdłuż południowego krańca Płaskowyżu Jukagirskiego silnie meandrując.
Zasilanie śniegowo-deszczowe; zamarza od października do maja.